# Nicole Schön
Nicole Schön (* 7. Januar 1972) ist eine ehemalige deutsche Fußballspielerin.

## Karriere
Schön spielte im Alter von 18 Jahren das erste Mal im Seniorinnenbereich Fußball. Von 1990 bis 1992 bestritt sie zunächst für die SSG 09 Bergisch Gladbach 36 Punktspiele in der Gruppe Nord der seinerzeit zweigleisigen Bundesliga.
In ihren ersten und allen 18 Saisonspielen erzielte sie drei Tore. Ihr Debüt erfolgte zum Saisonauftakt am 2. September 1990 beim 2:2-Unentschieden im Auswärtsspiel gegen den TSV Fortuna Sachsenross aus Hannover, ihre ersten beiden Bundesligatore erzielte sie am 16. September 1990 (3. Spieltag) beim 2:1-Sieg im Auswärtsspiel gegen den KBC Duisburg.
Danach spielte sie von 1992 bis 1994 für den  Ligakonkurrenten Grün-Weiß Brauweiler. In der ersten Saison für den Verein erzielte sie in neun Bundesligaspielen ein Tor, in der zweiten bestritt sie einzig am 22. August 1993 (2. Spieltag) beim 4:1-Sieg im Auswärtsspiel gegen den VfR Eintracht Wolfsburg ein Bundesligaspiel.
Mit dem zweiten Platz am Saisonende 1992/93 war ihre Mannschaft für die Teilnahme an der Endrunde um die Deutsche Meisterschaft berechtigt. Das angestrebte Finale wurde jedoch im Halbfinale gegen den späteren Meister TuS Niederkirchen nach Hin- und Rückspiel im Gesamtergebnis von 4:5 verpasst. Gegen diese Mannschaft wusste man sich ein Jahr später zu revanchieren; das Ergebnis nach Hin- und Rückspiel im Halbfinale wurde mit 9:1 gestaltet. Das am 19. Juni 1994 in Pulheim ausgetragene Finale wurde jedoch mit 0:1 gegen den TSV Siegen verloren. 
Mit Einwechslung in der 70. Minute für Megan Hanushek kam sie 20 Minuten lang im Pokalfinale zum Einsatz, das am 12. Juni 1993 im Berliner Olympiastadion gegen den TSV Siegen erst im Elfmeterschießen mit 5:6 verloren wurde, nachdem das Ergebnis nach Verlängerung mit 1:1 keinen Sieger hervorgebracht hatte. Am 14. Mai 1994 hingegen ging ihre Mannschaft mit 2:1 als Pokalsieger aus der Finalbegegnung mit eben jener Mannschaft hervor; Schön kam in diesem Finale jedoch nicht zum Einsatz.

## Erfolge
- Meisterschaftsfinalist 1994 (ohne Finaleinsatz)
- DFB-Pokal-Sieger 1994, (-Finalist 1993 ohne Finaleinsatz)